# Esqui alpino nos Jogos Olímpicos de Inverno de 2006
As competições de esqui alpino nos Jogos Olímpicos de Inverno de 2006 foram disputadas entre 12 e 25 de fevereiro em Turim, na Itália. O esqui alpino é dividido em dez eventos. As competições foram realizados em Sestriere e Cesana-San Sicario.

## Calendário
| Fevereiro    | 10 | 11 | 12 | 13 | 14 | 15 | 16 | 17 | 18 | 19 | 20 | 21 | 22 | 23 | 24 | 25 | 26 |
| ------------ | -- | -- | -- | -- | -- | -- | -- | -- | -- | -- | -- | -- | -- | -- | -- | -- | -- |
| Esqui alpino |    |    | 1  |    | 1  | 1  |    |    | 1  | 1  | 1  |    | 1  |    | 1  | 1  |    |

|  | Dia de competição |  | Dia de final |  | Exibição de gala |

## Eventos
- Combinado masculino
- Downhill masculino
- Slalom masculino
- Slalom gigante masculino
- Super G masculino
- Combinado feminino
- Downhill feminino
- Slalom feminino
- Super G feminino

## Medalhistas
Masculino
| Evento                  | Ouro                            | Prata                          | Bronze                         |
| ----------------------- | ------------------------------- | ------------------------------ | ------------------------------ |
| Downhill detalhes       | Antoine Dénériaz FRA França     | Michael Walchhofer AUT Áustria | Bruno Kernen SUI Suíça         |
| Combinado detalhes      | Ted Ligety USA Estados Unidos   | Ivica Kostelić CRO Croácia     | Rainer Schönfelder AUT Áustria |
| Super-G detalhes        | Kjetil André Aamodt NOR Noruega | Hermann Maier AUT Áustria      | Ambrosi Hoffmann SUI Suíça     |
| Slalom gigante detalhes | Benjamin Raich AUT Áustria      | Joël Chenal FRA França         | Hermann Maier AUT Áustria      |
| Slalom detalhes         | Benjamin Raich AUT Áustria      | Reinfried Herbst AUT Áustria   | Rainer Schönfelder AUT Áustria |

Feminino
| Evento                  | Ouro                             | Prata                          | Bronze                            |
| ----------------------- | -------------------------------- | ------------------------------ | --------------------------------- |
| Downhill detalhes       | Michaela Dorfmeister AUT Áustria | Martina Schild SUI Suíça       | Anja Pärson SWE Suécia            |
| Combinado detalhes      | Janica Kostelić CRO Croácia      | Marlies Schild AUT Áustria     | Anja Pärson SWE Suécia            |
| Super-G detalhes        | Michaela Dorfmeister AUT Áustria | Janica Kostelić CRO Croácia    | Alexandra Meissnitzer AUT Áustria |
| Slalom gigante detalhes | Julia Mancuso USA Estados Unidos | Tanja Poutiainen FIN Finlândia | Anna Ottosson SWE Suécia          |
| Slalom detalhes         | Anja Pärson SWE Suécia           | Nicole Hosp AUT Áustria        | Marlies Schild AUT Áustria        |

## Quadro de medalhas
| Ordem | País               | Medalha de ouro | Medalha de prata | Medalha de bronze |    | Ordem por total |
| ----- | ------------------ | --------------- | ---------------- | ----------------- | -- | --------------- |
| 1     | AUT Áustria        | 4               | 5                | 5                 | 14 | 1               |
| 2     | USA Estados Unidos | 2               |                  |                   | 2  | 5               |
| 3     | CRO Croácia        | 1               | 2                |                   | 3  | 3               |
| 4     | FRA França         | 1               | 1                |                   | 2  | 5               |
| 5     | SWE Suécia         | 1               |                  | 3                 | 4  | 2               |
| 6     | NOR Noruega        | 1               |                  |                   | 1  | 7               |
| 7     | SUI Suíça          |                 | 1                | 2                 | 3  | 3               |
| 8     | FIN Finlândia      |                 | 1                |                   | 1  | 7               |
| TOTAL | TOTAL              | 10              | 10               | 10                | 30 | —               |